# Cantigamente n.º 1
Cantigamente Nº 1 (1975), longa-metragem portuguesa de Fernando Lopes, é o primeiro filme da série Cantigamente, produzida pelo Centro Português de Cinema para a RTP.

## Sinopse
O fim da monarquia.em Portugal: a Primeira República de 5 de Outubro de 1910. A entrada de Gomes da Costa. A ascensão do fascismo. Evocação das composições e espectáculos que marcaram essa época, entre 1910 e 1926. Lisboa, Crónica Anedótica, o fado operário, as suas relações sociais e culturais. 